# Ulice jak stygmaty
Ulice jak stygmaty – debiutancki album polskiej grupy muzycznej Pidżama Porno. Wydany został w 1989 roku. Materiał nagrano w Ośrodku Kultury „Słońce” w Poznaniu. Autorem większości tekstów jest Krzysztof "Grabaż" Grabowski. Wykorzystano także teksty: Włodzimierza Majakowskiego ("Lewą marsz") i Rafała Wojaczka ("Ballada o krwi prawdziwej"), a także muzykę Iggy'ego Popa ("Pasażer" - oryg. The Passenger) i Vana Morrisona ("Terrorystka Frania" - oryg. Gloria (piosenka Them)).
Część piosenek, m.in. "List do żołnierza", "Bal u senatora" i "Porządek panuje w Warszawie" (jako "Porządek panuje w Soeto") wykonywana była przez "Grabaża" z jego poprzednim zespołem Ręce do Góry.

## Lista utworów

### Wydania kasetowe z1989(Bzdurna Ideologia Sznurówek), z1993(Rovers & Arlekin) i wydanie CD z2003(Lewy Front Records)
1. „Pasażer”
2. „Lewą marsz”
3. „Ballada o krwi prawdziwej”
4. „Kiedy praży się Paryż”
5. „Browarne bulwary”
6. „Porządek panuje w Warszawie”
7. „Bal u senatora '85”
8. „Trzymając się za ręce”
9. „Tak jak teraz jest”
10. „Terrorystka Frania”
11. „Piosenka o 11 różowych jajach słonia”
12. „Tyle dróg”
13. „Fucking in the church”
14. „Katarzyna ma katar”
15. „Codzienność”
16. „Wojna nie jest twoim stanem naturalnym”
17. „Świńska procesja”
18. „List do żołnierza”
19. „Welwetowe swetry”

### Wydania kasetowe z1989(GZG RecordsiLewy Front Records)
1. "Pasażer"
2. "Lewą marsz"
3. "Ballada o krwi prawdziwej"
4. "Kiedy praży się Paryż"
5. "Porządek panuje w Warszawie"
6. "Bal u senatora"
7. "Trzymając się za ręce"
8. "Świńska procesja"
9. "List do żołnierza"
10. "Welwetowe swetry"
11. "Tak jak teraz jest"
12. "Terrorystka Frania"
13. "Piosenka o 11 różowych jajach"
14. "Droga do Nikąd"
15. "Katarzyna ma katar"

Ponadto funkcjonuje także kasetowa wersja dema charakteryzująca się żółtą okładką. Różni się ona od powyższego wydania brakiem piosenek "Droga do Nikąd" i "?".

## Trivia
- "Terrorystka Frania" z piosenki to Fanny Kapłan, która przeprowadziła nieudany zamach na Lenina[2]
- Na wspomnianej w piosence "Świńska procesja" ulicy Kochanowskiego mieścił się najpierw Wojewódzki Urząd Bezpieczeństwa Publicznego w Poznaniu. W latach osiemdziesiątych była tam już Komenda Wojewódzka Milicji Obywatelskiej. Komenda Wojewódzka Policji znajduje się w tym miejscu do dziś.

## Wykonawcy
- Krzysztof „Grabaż” Grabowski – śpiew
- Andrzej „Kozak” Kozakiewicz – gitara basowa, chórki
- Bartosz „Ropuch” Ciepłuch – gitara elektryczna
- Rafał „Kuzyn” Piotrowiak – perkusja
- Piotr Filary – instrumenty klawiszowe